# Thymoites maderae
Thymoites maderae är en spindelart som först beskrevs av Willis J. Gertsch och Archer 1942.  Thymoites maderae ingår i släktet Thymoites och familjen klotspindlar. Inga underarter finns listade i Catalogue of Life.